# Řidič

Řidička automobilu

Řidič ve smyslu pravidel silničního provozu je osoba řídící motorové nebo nemotorové vozidlo nebo tramvaj. Řidičem je i jezdec na zvířeti. Motorová vozidla jsou zejména osobní i nákladní automobily, motocykly, autobusy a trolejbusy, různá speciální vozidla a pojízdné pracovní stroje, mezi nemotorová vozidla řadíme například jízdní kola, potahová vozidla nebo ruční vozíky. Každý řidič se musí v silničním provozu řídit pravidly silničního provozu. K řízení motorových vozidel je třeba řidičské oprávnění, řídit motorové vozidlo bez příslušného oprávnění je trestné. Pro řízení může být vyžadována psychologická či zdravotní způsobilost řidiče.
Některá vozidla, například invalidní vozík, ruční vozík o šířce do 0,5 metrů, dětský kočárek nebo skateboard, jsou z hlediska silničního provozu z režimu vozidel vyčleněna a osoba, která je užívá a ovládá, není považována za řidiče, ale za chodce. Osoba užívající osobní přepravník se samovyvažovacím zařízením je podle české legislativy platné od roku 2016 ve speciálním postavení blízkém postavení chodce, ale v některých jiných zemích jsou tato zařízení řazena například mezi mopedy. Jízdní kolo s pomocným motorkem (motokolo, elektrokolo) je z hlediska legislativy považováno za nemotorové vozidlo, a tedy jej může řídit i osoba bez řidičského oprávnění.
Pro řidiče některých typů vozidel je užíváno zvláštní označení, například cyklista, vozka nebo řidič tramvaje. Řidič zpravidla sedí nebo stojí ve vozidle, které řídí, avšak například potahové vozidlo může vozka ovládat i zevně vozu, například jít podél soupravy na pravé straně nebo sedět na tažném zvířeti. Jezdec na zvířeti nebo vozka jsou též považováni za řidiče.
Slovo řidič se používá i v oborech nespadajících pod regulaci pravidly silničního provozu, například pro řidiče různých manipulačních vozíků, řidiče závodních vozidel či motokár na vyhrazených okruzích, ale i třeba pro osobu ovládající výtah.